# Szvetiszláv Sasics
Szvetiszláv Sasics (ur. 19 stycznia 1948 w Sátoraljaújhely, zm. 13 maja 2025 w Budapeszcie) – węgierski pięcioboista nowoczesny serbskiego pochodzenia. Brązowy medalista olimpijski z Montrealu.
Zawody w 1976 były jego jedynymi igrzyskami olimpijskimi. Indywidualnie zajął osiemnaste miejsce, wspólnie z kolegami zajął trzecie miejsce w drużynie – partnerowali mu Tibor Maracskó i Tamás Kancsal. Na mistrzostwach świata zdobył złoto w drużynie 1975.